# Hana (Moravska)
Hana (češ. Haná) područje je u centralnoj i severnoj Moravskoj u nizijama oko reke Morave. Hana je vrlo plodna i značajna je poljoprivredna oblast u Češkoj. Hanaci su ranije su govorili hanačkim dijalektom češkog jezika, ali danas je on već u znatnoj meri potisnut književnim govorom, naročito u gradovima.

## Značajni gradovi u oblasti Hana
- Olomouc
- Prostjejov
- Prerov
- Kromjeržiž
- Vyškov
- Šternberk
- Hulín

## Spoljašnje veze
- Hana i centralna Moravkska na www.turistika.cz (cs)